# Eerie (Barathrum)
Eerie è il secondo album in studio del gruppo musicale finlandese Barathrum, pubblicato nel 1995 dalla Nazgul's Eyrie Productions.

## Tracce
1. Sähttän Juoiggus – 4:27
2. Moon Calls – 4:38
3. Wanderer in the Night – 5:09
4. Vampire – 4:51
5. Nocturnal Dance – 4:56
6. Eerie – 8:21
7. The Twilight – 4:30
8. Black Goat – 2:43
9. Dagger, Seal, Vengeance – 4:28
10. Justice of the Shining Steel – 4:28
11. Bleeding Sky – 4:30
12. Victory Feast – 5:34
13. Ravens – 6:25

## Formazione

### Gruppo
- Demonos – voce, chitarra, basso, tastiere, effetti
- Infernus – basso
- Sulphur – chitarra
- Pimeä – batteria